# Synagoge (Oerlinghausen)

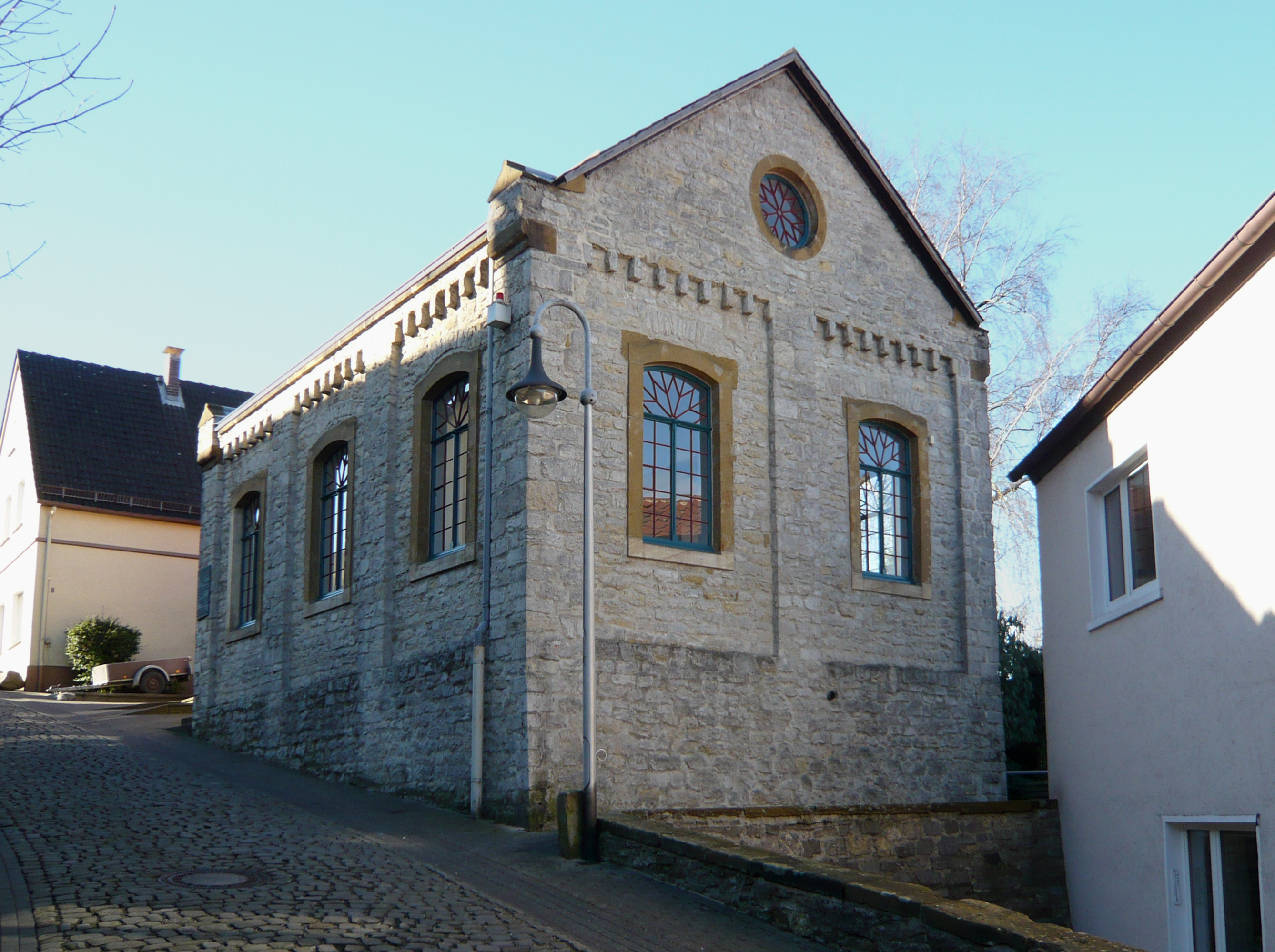
Synagoge in Oerlinghausen

Die heute noch vorhandene Synagoge in Oerlinghausen, einer lippischen Stadt im Nordosten Nordrhein-Westfalens, wurde 1894 errichtet und befindet sich in der Tönsbergstraße 4. Die Synagoge ist mit der Nummer 33 als Baudenkmal in die städtische Denkmalliste eingetragen.

## Geschichte
Jüdisches Leben in Oerlinghausen ist seit Mitte des 17. Jahrhunderts dokumentiert. Bereits 1802/03 wurde eine Synagoge – vermutlich weitestgehend aus Holz – am Hang des Tönsberges unweit des jüdischen Friedhofs erbaut. Davon zeugt eine 1803 veröffentlichte Synagogenordnung der Oerlinghauser Gemeinde. Zuvor fand der Gottesdienst im Betsaal einer Privatwohnung statt. Das Gebäude war bereits nach drei Jahrzehnten baufällig und wurde durch einen Steinbau ersetzt. Bedingt durch die Lage am Berg zeigten sich Anfang der 1890er Jahre Risse im Gemäuer, die zu einem Neubau führten, der 1894 fertiggestellt wurde.
Die Synagoge ist ein schlichter, durch kräftige Lisenen gegliederter Bruchsteinbau. Bemerkenswert sind die Okuli und die Rundbogenfenster. Die Synagoge wurde im Juli 1938 vor den Novemberpogromen im Jahr 1938 von der jüdischen Gemeinde Oerlinghausen verkauft und entging der Zerstörung durch die Nazis. Allerdings wurde nach dem Pogrom der Holzturm mit Kuppel und Davidstern entfernt. Die Synagogengemeinde Oerlinghausen wurde mit Beschluss des Gemeindetages vom 21. August 1938 zum September 1938 in die Synagogengemeinde Detmold aufgenommen. Laut Beschluss im Findbuch beim Zentralarchiv zur Erforschung der Geschichte der Juden in Deutschland. Von der ehemaligen Synagogengemeinde Oerlinghausen wurden die Unterlagen erst zwischen September und dem 9. November 1938 an den lippischen Landesverband der Synagogengemeinden geschickt, so dass einige Oerlinghausener Unterlagen erhalten geblieben sind, zum Beispiel das Kassenbuch von 1866 bis 1938. Sie ist eine der wenigen alten Synagogen im Gebiet von Ostwestfalen-Lippe, die weitgehend originalgetreu erhalten geblieben sind. Die ehemalige Synagoge dient heute dem Oerlinghauser Kunstverein als Ausstellungsraum für zeitgenössische Malerei und Plastik. Im Jahr 1985 wurde das Gebäude umfassend renoviert, wobei es zum Verlust der Ornamente an den Fenstergewändern kam.

## Heutige Nutzung
Das Gebäude wird vom Kunstverein Oerlinghausen für Ausstellungen genutzt.